# Anna Bondár
Anna Bondár (Szeghalom, 27 maggio 1997) è una tennista ungherese.

## Carriera
In carriera ha vinto 17 titoli in singolare e 23 titoli in doppio nel circuito ITF.
Il 18 luglio 2022 ha raggiunto il suo best ranking in singolare al numero 50, mentre il 30 gennaio 2023 ha toccato il numero 43 in doppio.
Membro della squadra ungherese di Fed Cup dal 2015, ha un bilancio complessivo di 15 vittorie e 11 sconfitte.
Nel 2021, ha vinto il suo primo titolo WTA 125 al WTA Argentina Open di Buenos Aires, battendo in finale la francese Diane Parry. Nel 2022, è entrata per la prima volta tra le prime 50 al mondo in singolare e ha vinto il suo primo titolo WTA 250 in doppio agli Internazionali Femminili di Palermo insieme alla belga Kimberley Zimmermann. Le due si aggiudicano anche il Budapest Open due mesi dopo. Nei Grand Slam, raggiunge i quarti di finale agli Open di Francia in coppia con la belga Greet Minnen.
Nel 2023, si aggiudica il secondo torneo WTA 250 della carriera al Ladies Open Lausanne questa volta in coppia con la francese Parry, mentre in coppia con la Zimmermann perdono due finali WTA 125 al Parma Ladies Open e all'Open Capfinances Rouen Métropole. Nei Grand Slam, raggiunge nuovamente i quarti di finale agli Open di Francia sempre insieme a Minnen.
Nel 2024, perde la finale nel WTA 250 del Copa Colsanitas in coppia con la russa Irina Chromačëva, e si aggiudica il secondo titolo WTA 125 al San Luis Open insieme alla slovena Tamara Zidanšek. All'ECE Ladies Hamburg Open, fa doppietta vincendo sia il torneo di singolare, battendo la campionessa uscente Arantxa Rus, e sia quello di doppio ritrovando il successo con Zimmermann.
Nel 2025, vince il quarto titolo WTA 125 in doppio al Megasaray Hotels Open 3 insieme alla svizzera Simona Waltert e perde la finale agli Open delle Puglie a Bari contro la romena Anca Todoni. All'MSC Hamburg Ladies Open, dove era campionessa uscente in entrambe le discipline, raggiunge la prima finale in carriera in singolare in un torneo WTA 250, dove viene sconfitta dalla francese Loïs Boisson, semifinalista del Roland Garros, e ne esce sconfitta anche nel doppio dove fa coppia con l'olandese Rus.

## Statistiche WTA

### Singolare

#### Sconfitte (1)
| Legenda              |
| -------------------- |
| Grande Slam (0)      |
| Argenti Olimpici (0) |
| WTA Finals (0)       |
| WTA Elite Trophy (0) |
| Dal 2021             |
| WTA 1000 (0)         |
| WTA 500 (0)          |
| WTA 250 (1)          |

| N. | Data           | Torneo                         | Superficie  | Avversaria in finale | Punteggio |
| 1. | 20 luglio 2025 | Hamburg European Open, Amburgo | Terra rossa | Loïs Boisson         | 5-7, 3-6  |

### Doppio

#### Vittorie (2)
| Legenda              |
| -------------------- |
| Grande Slam (0)      |
| Ori Olimpici (0)     |
| WTA Finals (0)       |
| WTA Elite Trophy (0) |
| Dal 2021             |
| WTA 1000 (0)         |
| WTA 500 (0)          |
| WTA 250 (2)          |

| N. | Data           | Torneo                        | Superficie  | Compagna             | Avversarie in finale         | Punteggio |
| 1. | 24 luglio 2022 | Palermo Ladies Open, Palermo  | Terra rossa | Kimberley Zimmermann | Amina Anšba Panna Udvardy    | 6–3, 6–2  |
| 2. | 30 luglio 2023 | Ladies Open Lausanne, Losanna | Terra rossa | Diane Parry          | Amina Anšba Anastasia Dețiuc | 6-2, 6-1  |

#### Sconfitte (2)
| Legenda              |
| -------------------- |
| Grande Slam (0)      |
| Argenti Olimpici (0) |
| WTA Finals (0)       |
| WTA Elite Trophy (0) |
| Dal 2021             |
| WTA 1000 (0)         |
| WTA 500 (0)          |
| WTA 250 (2)          |

| N. | Data           | Torneo                         | Superficie  | Compagna         | Avversarie in finale             | Punteggio           |
| 1. | 7 aprile 2024  | Copa Colsanitas, Bogotà        | Terra rossa | Irina Chromačëva | Cristina Bucșa Kamilla Rachimova | 6(5)-7, 6-3, [8-10] |
| 2. | 20 luglio 2025 | Hamburg European Open, Amburgo | Terra rossa | Arantxa Rus      | Nadiia Kičenok Makoto Ninomiya   | 4-6, 6-3, [9-11]    |

## Circuito WTA 125

### Singolare

#### Vittorie (2)
| N. | Data            | Torneo                         | Superficie  | Avversaria in finale | Punteggio |
| 1. | 7 novembre 2021 | Argentina Open, Buenos Aires   | Terra rossa | Diane Parry          | 6–3, 6–3  |
| 2. | 10 agosto 2024  | Hamburg European Open, Amburgo | Terra rossa | Arantxa Rus          | 6-4, 6-2  |

#### Sconfitte (1)
| N. | Data          | Torneo                  | Superficie  | Avversaria in finale | Punteggio        |
| 1. | 8 giugno 2025 | Open delle Puglie, Bari | Terra rossa | Anca Todoni          | 7-6(4), 4-6, 4-6 |

### Doppio

#### Vittorie (4)
| N. | Data              | Torneo                         | Superficie  | Compagna             | Avversarie in finale             | Punteggio        |
| 1. | 24 settembre 2022 | Budapest Open, Budapest        | Terra rossa | Kimberley Zimmermann | Jesika Malečková Renata Voráčová | 6-3, 2-6, [10-5] |
| 2. | 31 marzo 2024     | San Luis Open, San Luis Potosí | Terra rossa | Tamara Zidanšek      | Laura Pigossi Katarzyna Piter    | w/o              |
| 3. | 10 agosto 2024    | Hamburg European Open, Amburgo | Terra rossa | Kimberley Zimmermann | Arantxa Rus Nina Stojanović      | 5-7, 6-3, [11-9] |
| 4. | 5 aprile 2025     | Megasaray Hotels Open, Adalia  | Terra rossa | Simona Waltert       | Alicia Barnett Elixane Lechemia  | 7-5, 2-6, [10-6] |

#### Sconfitte (2)
| N. | Data              | Torneo                   | Superficie  | Compagna             | Avversarie in finale              | Punteggio   |
| 1. | 23 settembre 2023 | Parma Ladies Open, Parma | Terra rossa | Kimberley Zimmermann | Dalila Jakupović Irina Chromačëva | 2-6, 3-6    |
| 2. | 15 ottobre 2023   | Open de Rouen, Rouen     | Cemento (i) | Kimberley Zimmermann | Maia Lumsden Jessika Ponchet      | 3-6, 6(4)-7 |

## Statistiche ITF

### Singolare

#### Vittorie (17)
| Torneo $100.000 (1) |
| Torneo $80.000 (1)  |
| Torneo $75.000 (0)  |
| Torneo $60.000 (5)  |
| Torneo $50.000 (0)  |
| Torneo $40.000 (0)  |
| Torneo $25.000 (2)  |
| Torneo $15.000 (2)  |
| Torneo $10.000 (6)  |

| N.  | Data              | Torneo                                           | Superficie  | Avversaria in finale | Punteggio           |
| 1.  | 4 maggio 2014     | GD Tennis Academy, Adalia                        | Cemento     | Ol'ga Dorošina       | 6–3, 6–2            |
| 2.  | 24 maggio 2015    | ITF Women's Circuit Sibiu, Sibiu                 | Terra rossa | Mădălina Gojnea      | 6–1, 4–6, 6–1       |
| 3.  | 6 settembre 2015  | Bluesun Bol Ladies Open, Bol                     | Terra rossa | Tena Lukas           | 6–4, 6–2            |
| 4.  | 13 settembre 2015 | Bluesun Bol Ladies Open, Bol                     | Terra rossa | Magdaléna Pantůčková | 7–5, 6–4            |
| 5.  | 25 ottobre 2015   | GD Tennis Academy, Adalia                        | Cemento     | Greet Minnen         | 3–6, 6–2, 6–1       |
| 6.  | 29 novembre 2015  | GD Tennis Academy, Adalia                        | Terra rossa | Alisa Kleybanova     | 6–3, 6–4            |
| 7.  | 28 ottobre 2017   | Heraklion Hellenic Zeus Circuit, Candia          | Terra rossa | Réka Luca Jani       | 6–2, 6–3            |
| 8.  | 12 maggio 2018    | Kaposvar Ladies Open, Kaposvár                   | Terra rossa | Aneta Kladivová      | 6–4, 7–6(3)         |
| 9.  | 28 ottobre 2018   | Internacionales de Andalucìa Femeninos, Siviglia | Terra rossa | Başak Eraydın        | 6–2, 5–7, 6–2       |
| 10. | 20 gennaio 2019   | Daytona Beach Open, Daytona Beach                | Terra verde | Françoise Abanda     | 6(3)–7, 7–6(5), 7–5 |
| 11. | 26 settembre 2021 | Wiesbaden Tennis Open, Wiesbaden                 | Terra rossa | Clara Burel          | 6–2, 6–4            |
| 12. | 13 novembre 2021  | Copa LP Chile, Santiago del Cile                 | Terra rossa | Verónica Cepede Royg | 6–2, 6–3            |
| 13. | 10 settembre 2023 | Elle Spirit Open, Montreux                       | Terra rossa | Anna Gabric          | 6-4, 6-1            |
| 14. | 25 febbraio 2024  | Federaçáo Portuguesa de Ténis, Porto             | Cemento (i) | Noma Noha Akugue     | 7-6(4), 6-2         |
| 15. | 23 giugno 2024    | Olomouc Open, Olomouc                            | Terra rossa | Jang Su-jeong        | 6-3, 7-6(4)         |
| 16. | 4 agosto 2024     | Boso Ladies Open, Hechingen                      | Terra rossa | Ekaterina Makarova   | 6-0, 6-2            |
| 17. | 4 maggio 2025     | Wiesbaden Tennis Open, Wiesbaden                 | Terra rossa | Julia Grabher        | 6-2, 6-4            |

#### Sconfitte (11)
| Torneo $100.000 (0) |
| Torneo $80.000 (1)  |
| Torneo $75.000 (0)  |
| Torneo $60.000 (2)  |
| Torneo $50.000 (0)  |
| Torneo $40.000 (0)  |
| Torneo $25.000 (4)  |
| Torneo $15.000 (3)  |
| Torneo $10.000 (1)  |

| N.  | Data             | Torneo                                               | Superficie  | Avversaria in finale | Punteggio        |
| 1.  | 26 aprile 2015   | Heraklion Hellenic Zeus Circuit, Candia              | Cemento     | Raluca Șerban        | 6–4, 4–6, 1–6    |
| 2.  | 27 marzo 2016    | ACT Clay Court International, Canberra               | Terra rossa | Miyu Katō            | 4–6, 6(3)–7      |
| 3.  | 5 novembre 2017  | Heraklion Hellenic Zeus Circuit, Candia              | Terra rossa | Réka Luca Jani       | 0–6, 3–6         |
| 4.  | 11 marzo 2018    | Heraklion Hellenic Zeus Circuit, Candia              | Terra rossa | Anastasia Dețiuc     | 3–6, 2–6         |
| 5.  | 25 marzo 2018    | Heraklion Hellenic Zeus Circuit, Candia              | Terra rossa | Ylena In-Albon       | 6–4, 6(3)–7, 1–6 |
| 6.  | 27 gennaio 2019  | Plantation Pathway Women's, Plantation               | Terra verde | Hailey Baptiste      | 5–7, 7–6(6), 2–6 |
| 7.  | 24 marzo 2019    | Circuito Feminino Future de Tenis Curitiba, Curitiba | Terra rossa | Jasmine Paolini      | 6–4, 4–6, 2–6    |
| 8.  | 14 febbraio 2021 | Ilana Kloss International, Potchefstroom             | Cemento     | Nuria Párrizas Díaz  | 1–6, 6–4, 2–6    |
| 9.  | 3 ottobre 2021   | ITF Féminin Le Neubourg, Le Neubourg                 | Cemento     | Mihaela Buzărnescu   | 1–6, 3–6         |
| 10. | 14 aprile 2024   | Bellinzona Ladies Open, Bellinzona                   | Terra rossa | Loïs Boisson         | 3-6, 6-2, 4-6    |
| 11. | 21 aprile 2024   | Axion Open, Chiasso                                  | Terra rossa | Julia Riera          | 3-6, 6(2)-7      |

### Doppio

#### Vittorie (23)
| Torneo $100.000 (1) |
| Torneo $80.000 (1)  |
| Torneo $75.000 (0)  |
| Torneo $60.000 (2)  |
| Torneo $50.000 (0)  |
| Torneo $40.000 (0)  |
| Torneo $25.000 (7)  |
| Torneo $15.000 (5)  |
| Torneo $10.000 (7)  |

| N.  | Data              | Torneo                                                | Superficie  | Compagna             | Avversarie in finale                       | Punteggio           |
| 1.  | 9 novembre 2014   | Heraklion Hellenic Zeus Circuit, Candia               | Cemento     | Dalma Gálfi          | Martina Bašić Tena Lukas                   | 4–6, 6–3, [10–8]    |
| 2.  | 6 dicembre 2014   | ITF Women's Circuit Tel Aviv, Tel Aviv                | Cemento     | Ilka Csöregi         | Anna Bogoslavets Ester Masuri              | 6–1, 6–3            |
| 3.  | 14 marzo 2015     | ITF Women's Circuit Solarino, Solarino                | Cemento     | Dalma Gálfi          | Sofija Kovalec' Janina Toljan              | 6–3, 6–2            |
| 4.  | 25 aprile 2015    | Heraklion Hellenic Zeus Circuit, Candia               | Cemento     | Lisa-Maria Moser     | Fatma Al-Nabhani Sharrmadaa Baluu          | 6–3, 7–5            |
| 5.  | 22 maggio 2015    | ITF Women's Circuit Sibiu, Sibiu                      | Terra rossa | Ana Bianca Mihăilă   | Mihaela Ghioca Iuliana Oante               | 6–4, 6–4            |
| 6.  | 18 ottobre 2015   | GD Tennis Academy, Adalia                             | Cemento     | Rebeka Stolmár       | Daiana Negreanu Cristina Sánchez Quintanar | 6–1, 2–6, [10–5]    |
| 7.  | 29 novembre 2015  | GD Tennis Academy, Adalia                             | Terra rossa | Rebeka Stolmár       | Sofia Kvatsabaia Julyette Steur            | 2–6, 6–4, [10–2]    |
| 8.  | 20 agosto 2017    | ITF Women's Circuit Graz, Graz                        | Terra rossa | Réka Luca Jani       | Jana Jablonovská Natália Vajdová           | 6–4, 6–3            |
| 9.  | 28 ottobre 2017   | Heraklion Hellenic Zeus Circuit, Candia               | Terra rossa | Réka Luca Jani       | Michaela Boev Anna Ukolova                 | 6–4, 6–2            |
| 10. | 5 novembre 2017   | Heraklion Hellenic Zeus Circuit, Candia               | Terra rossa | Réka Luca Jani       | Ioana Gaspar Bojana Marinković             | 6–4, 2–6, [10–8]    |
| 11. | 16 marzo 2018     | Heraklion Hellenic Zeus Circuit, Candia               | Terra rossa | Réka Luca Jani       | Emma Laine Sabrina Santamaria              | 7–5, 6–2            |
| 12. | 4 maggio 2018     | Balatonboglár Ladies Open, Balatonboglár              | Terra rossa | Raluca Șerban        | Ágnes Bukta Dalma Gálfi                    | 6–1, 7–6(2)         |
| 13. | 11 maggio 2018    | Kaposvár Ladies Open, Kaposvár                        | Terra rossa | Panna Udvardy        | Julija Lysa Marija Marfutina               | 7–6(6), 6–1         |
| 14. | 12 agosto 2018    | Flanders Ladies Trophy Koksijde, Koksijde             | Terra rossa | Raluca Șerban        | Dea Herdželaš Tereza Mihalíková            | 6–3, 6–0            |
| 15. | 20 gennaio 2019   | Daytona Beach Open, Daytona Beach                     | Terra verde | Ulrikke Eikeri       | Hailey Baptiste Emina Bektas               | 6–3, 5–7, [11–9]    |
| 16. | 7 settembre 2019  | Zagreb Ladies Open, Zagabria                          | Terra rossa | Paula Ormaechea      | Amandine Hesse Daniela Seguel              | 7–5, 7–5            |
| 17. | 15 febbraio 2020  | Empire Women's Indoor, Trnava                         | Cemento (i) | Tereza Mihalíková    | Amina Anšba Anastasia Dețiuc               | 6–4, 6–4            |
| 18. | 18 settembre 2020 | Torneo Internazionale Femminile Città di Grado, Grado | Terra rossa | Fanny Stollár        | Federica Di Sarra Camilla Rosatello        | 7–5, 6–2            |
| 19. | 16 gennaio 2021   | Tennis Future Hamburg, Amburgo                        | Cemento (i) | Tereza Mihalíková    | Amandine Hesse Kimberley Zimmermann        | 6–4, 6–4            |
| 20. | 8 maggio 2021     | I. ČLTK Prague Open, Praga                            | Terra rossa | Kimberley Zimmermann | Xenia Knoll Elena-Gabriela Ruse            | 7–6(5), 6–2         |
| 21. | 26 settembre 2021 | Wiesbaden Tennis Open, Wiesbaden                      | Terra rossa | Lara Salden          | Arianne Hartono Olivia Tjandramulia        | 6(9)–7, 6–2, [10–4] |
| 22. | 12 agosto 2023    | ITF Disa Gran Canaria, Maspalomas                     | Terra rossa | Tímea Babos          | Leyre Romero Gormaz Arantxa Rus            | 6-4, 3-6, [10-4]    |
| 23. | 24 febbraio 2024  | Federaçáo Portuguesa de Ténis, Porto                  | Cemento (i) | Céline Naef          | Francisca Jorge Matilde Jorge              | 6-4, 3-6, [11-9]    |

#### Sconfitte (13)
| Torneo $100.000 (0) |
| Torneo $80.000 (0)  |
| Torneo $75.000 (0)  |
| Torneo $60.000 (0)  |
| Torneo $50.000 (0)  |
| Torneo $40.000 (0)  |
| Torneo $25.000 (5)  |
| Torneo $15.000 (0)  |
| Torneo $10.000 (6)  |

| N.  | Data              | Torneo                                                   | Superficie  | Compagna          | Avversarie in finale                 | Punteggio           |
| 1.  | 20 ottobre 2014   | Heraklion Hellenic Zeus Circuit, Candia                  | Cemento     | Dalma Gálfi       | Réka Luca Jani Julija Stamatova      | 4–6, 4–6            |
| 2.  | 27 marzo 2015     | Internazionali Femminili di Tennis di Solarino, Solarino | Cemento     | Ol'ga Dorošina    | Francesca Palmigiano Lisa Sabino     | 3–6, 6–4, [3–10]    |
| 3.  | 6 settembre 2015  | Bluesun Bol Ladies Open, Bol                             | Terra rossa | Rebeka Stolmár    | Adrijana Lekaj Silvia Njirić         | 4–6, 5–7            |
| 4.  | 10 ottobre 2015   | GD Tennis Academy, Adalia                                | Cemento     | Rebeka Stolmár    | Nicoleta Dascălu Andreea Ghițescu    | 4–6, 6–3, [5–10]    |
| 5.  | 24 ottobre 2015   | GD Tennis Academy, Adalia                                | Cemento     | Rebeka Stolmár    | Anna Klasen Charlotte Klasen         | 4–6, 4–6            |
| 6.  | 21 novembre 2015  | GD Tennis Academy, Adalia                                | Terra rossa | Rebeka Stolmár    | Ágnes Bukta Vivien Juhászová         | 5–7, 3–6            |
| 7.  | 4 maggio 2019     | Forte Village International Tournament, Pula             | Terra rossa | Naiktha Bains     | Gabriela Cé Chiara Scholl            | 0–6, 5–7            |
| 8.  | 15 settembre 2019 | Madainitennis Open, Sankt Pölten                         | Terra rossa | Réka Luca Jani    | Irina Fetecău Panna Udvardy          | 6(5)–7, 6–0, [9–11] |
| 9.  | 28 settembre 2019 | Kaposvár Ladies Open, Kaposvár                           | Terra rossa | Réka Luca Jani    | Dalma Gálfi Adrienn Nagy             | 6(5)–7, 6–2, [3–10] |
| 10. | 11 gennaio 2020   | APIS Canberra International, Bendigo                     | Cemento     | Pemra Özgen       | Alison Bai Jaimee Fourlis            | 7–5, 4–6, [8–10]    |
| 11. | 12 settembre 2020 | Città di Tarvisio Tennis Cup, Tarvisio                   | Terra rossa | Paula Ormaechea   | Marie Benoît Alexandra Cadanțu       | 1–6, 3–6            |
| 12. | 20 febbraio 2021  | Ilana Kloss International, Potchefstroom                 | Cemento     | Réka Luca Jani    | Miriam Kolodziejová Jesika Malečková | 2–6, 6–3, [5–10]    |
| 13. | 5 marzo 2021      | Movistar World Tennis Tour, Manacor                      | Cemento     | Tereza Mihalíková | Réka Luca Jani Lara Salden           | 4–6, 5–7            |